# Víctor Reyes Alvarado
Víctor Fernando Reyes Alvarado (Osorno, 2 de julio de 1945) es un abogado y político chileno del Partido Demócrata Cristiano.

## Biografía
Nació el 2 de julio de 1945, en Osorno. Hijo de Vicente Reyes, quien fuese Regidor y alcalde de Puerto Varas. Casado con Patricia Bohle, tiene tres hijos.
Los estudios primarios los realiza en el Colegio Germania de Puerto Varas, mientras que los secundarios en el Internado Nacional Barros Arana.
Tras finalizar su etapa escolar, ingresa a la Facultad de Derecho de la Universidad de Chile, titulándose de Abogado. Una vez egresado, decide seguir ampliando sus estudios, por lo que se realiza un Postgrado en la Universidad de Salamanca en España.
Inicia sus actividades políticas tempranamente al entrar al Partido Demócrata Cristiano, colaborando inmediatamente en la campaña a la presidencia de Eduardo Frei Montalva.
Durante su época universitaria es electo dirigente estudiantil. Luego, ocupa el puesto de Presidente comunal y provincial de la Juventud Demócrata Cristiana. Más adelante, se desempeña en el mismo cargo dentro de su colectividad.
Posteriormente, participa como dirigente en la campaña por elecciones libres y de la Concertación de Partidos por el No.
En el ámbito profesional ha trabajado colaborando con organizaciones sindicales, negociaciones colectivas y asesorías jurídicas. También, se emplea como Secretario general del Consejo Regional de Turismo de Llanquihue, Chiloé y Aysén y Gerente del Casino de Puerto Varas.
En este ámbito, cumple un relevante papel en el apoyo al desarrollo turístico de la zona al ejercer como Presidente del Comité de Turismo de Puerto Varas, como Secretario de la Asociación Provincial de Hotelería y Gastronomía de Llanquihue. En su labor organiza en 1984 el Octavo Encuentro Nacional de Empresas de Turismo.
En diciembre de 1989 presenta su candidatura a Diputado por la Décima región, distrito N.°56 (Fresia, Frutillar, Los Muermos, Llanquihue, Puerto Octay, Puerto Varas, Purranque, Puyehue, Río Negro). Resulta elegido para el período de 1990 a 1994, integrando las Comisiones de Recursos Naturales, Bienes Nacionales y Medio Ambiente y de Salud. Además, es miembro de las Comisiones Especiales de Capa de Ozono, de Drogas y de Turismo.
En diciembre de 1993 es reelecto para el siguiente período, de 1994 a 1998. Integra la Comisión de Recursos Naturales, de Bienes Nacionales y Medio de Ambiente. Además, participa de las Comisiones Investigadoras de Irregularidades en Aduanas y de Entrega de Recursos Públicos para organizaciones deportivas. También, es representante de la Cámara ante el Consejo Nacional contra el Consumo de Estupefacientes y en la Comisión contra el Narcotráfico del Parlamento Latinoamericano.
En diciembre de 1997 es reelecto para el período de 1998 a 2002. Se incorpora a las Comisiones de Relaciones Exteriores, Asuntos Interparlamentarios e Integración Latinoamericana y de Gobierno Interior, Regionalización, Planificación y de Desarrollo Social.

## Historial electoral

### Elecciones parlamentarias de 1989
- Elecciones parlamentarias de 1989 a Diputado por el distrito 56 (Fresia, Frutillar, Llanquihue, Los Muermos, Puerto Octay, Puerto Varas, Puyehue, Purranque, Río Negro)

### Elecciones parlamentarias de 1993
- Elecciones parlamentarias de 1993 a Diputado por el distrito 56 (Fresia, Frutillar, Llanquihue, Los Muermos, Puerto Octay, Puerto Varas, Puyehue, Purranque, Río Negro)

### Elecciones parlamentarias de 1997
- Elecciones parlamentarias de 1997 a Diputado por el distrito 56 (Fresia, Frutillar, Llanquihue, Los Muermos, Puerto Octay, Puerto Varas, Purranque, Puyehue y Río Negro)[1]